# Michail Jewgenjewitsch Gudkow

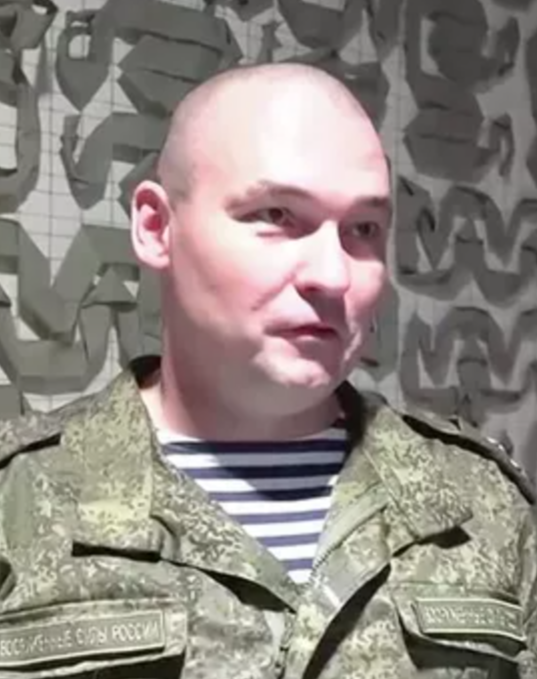
Michail Gudkow (2023)

Michail Jewgenjewitsch Gudkow (russisch Михаил Евгеньевич Гудков; * 11. Januar 1983 in Nowosibirsk; † 2. Juli 2025 in Korenewo) war ein russischer Generalmajor, Held der Russischen Föderation (2023) und Stellvertretender Oberbefehlshaber der russischen Marine. Zuvor war er Kommandeur der 155. Marineinfanterie-Brigade, die in Wladiwostok stationiert ist.

## Biografie
Gudkow trat 2000 in die russischen Streitkräfte ein. Er absolvierte 2005 eine höhere militärische Schule in Nowosibirsk und wurde im selben Jahr zu den russischen Luftlandetruppen versetzt. Er diente in der 83. Separaten Luftlandebrigade der Luftlandetruppen (Russland) mit Sitz in Ussurijsk, Region Primorje. Er stieg auf zum Kommandeur eines Luftangriffsbataillons. Nach seinem Abschluss an der kombinierten Armakademie der Streitkräfte der Russischen Föderation wurde er zum stellvertretenden Kommandeur der 155. Unabhängigen Marinebrigade, Teil der Pazifikflotte, in Wladiwostok. Er nahm an Militäroperationen im Nordkaukasus und an der russischen Militärintervention in Syrien teil.
Kurz nach dem Überfall auf die Ukraine wurde Gudkows Brigade in die Ukraine verlegt. Während des Ukraine-Krieges gehörte die von Gudkow befehligte 155. Marineinfantriebrigade zu den an der Schlacht um Kiew beteiligten Großverbänden und erlitt schwere Verluste. Der Brigade wird eine Beteiligung am Massaker von Butscha und späterer im Osten die Ermordung von Kriegsgefangenen vorgeworfen. Die Marineinfantriebrigade nahm 2023 an den Kämpfen um Wuhledar teil und wurde dann zur Bekämpfung der ukrainischen Kursk-Offensive abgestellt. Nach Einschätzung britischer Stellen wurde die 155. Brigade im Laufe des Krieges bei Frontalangriffen auf ukrainische Stellungen zweimal fast aufgerieben. Gudkow wurde 2023 als Held der Russischen Föderation ausgezeichnet.
Im März 2025 wurde Gudkow zum stellvertretenden Oberbefehlshaber der Marine ernannt. Er war für die Koordinierung von Marineinfanterie und Raketen- sowie Artillerieeinheiten von Küstenbatterien zuständig. Er wurde bei einem ukrainischen Raketenangriff auf einen Kommandoposten bei Korenewo getötet. Bei diesem Angriff fielen mehr als zehn Soldaten, viele davon hochrangige Offiziere. Er war der zwölfte russische Offizier im Generalsrang, der im Krieg gegen die Ukraine fiel. Die Ukraine wirft der Brigade unter anderem die Tötung ukrainischer Kriegsgefangener und weitere Kriegsverbrechen vor.